# Tenorio (volcan)
Pour les articles homonymes, voir Tenorio.
Le Tenorio est un stratovolcan du Costa Rica situé dans la partie méridionale de la cordillère de Guanacaste.

## Géographie
Le Tenorio est constitué de quatre pics volcaniques et de deux cratères jumeaux (l'un parfois appelé volcan Montezuma). Les sommets de ces cônes volcaniques sont alignés dans la direction NNO-SSE. Le volcan Montezuma (1 520 m d'altitude), et ses deux petits cratères jumeaux, est suivi du volcan Tenorio proprement dit, qui comporte également deux cratères, Tenorio 1 et Tenorio 2.
Au total, le Tenorio occupe une superficie de 225 km2. Il est recouvert de savane dans les parties basses, de forêt pluvieuse (ombrophile) dans les altitudes moyennes, et de forêt de nuage sur les hautes terres. Le rio Tenorio prend sa source sur le versant ouest, alors que le rio Celeste s'écoule vers le nord-est.
Depuis 1995, le volcan fait partie du parc national Volcán Tenorio. Il est connu pour ses eaux thermales (jusqu’à 94 °C) et ses bassins bouillonnants.